# Điểm nút quỹ đạo

Các tham số của quỹ đạo Kepler. Điểm nút lên của quỹ đạo được ký hiệu bằng chữ ☊. Điểm nút xuống của quỹ đạo được ký hiệu bằng chữ ☋.

Điểm nút quỹ đạo là điểm trên quỹ đạo của thiên thể, tại đây thiên thể đi ngang qua mặt phẳng tham chiếu.

## Điểm nút lên
Điểm nút lên của quỹ đạo là một điểm trên quỹ đạo của thiên thể, tại đây thiên thể đi ngang qua mặt phẳng tham chiếu từ hướng Nam lên hướng Bắc. Nó được ký hiệu bằng chữ ☊, đây cũng là ký hiệu trong thiên văn học và chiêm tinh học cho phần đầu của chòm sao Rồng (Caput draconis). Với Mặt Trăng, bay quanh Trái Đất, mặt phẳng tham chiếu có thể lấy là mặt phẳng hoàng đạo, và điểm nút lên của quỹ đạo là một trong hai điểm trên thiên cầu mà nhật thực và nguyệt thực có thể xảy ra. Điểm nút của quỹ đạo Mặt Trăng còn được gọi là tiết điểm.

## Điểm nút xuống
Điểm nút xuống của quỹ đạo là một điểm trên quỹ đạo của thiên thể, tại đây thiên thể đi ngang qua mặt phẳng tham chiếu từ hướng Bắc xuống hướng Nam. Nó được ký hiệu bằng chữ ☋; đây cũng là ký hiệu trong thiên văn học và chiêm tinh học cho phần đuôi của chòm sao Rồng (Cauda draconis). Với Mặt Trăng, bay quanh Trái Đất, mặt phẳng tham chiếu có thể lấy là mặt phẳng hoàng đạo, và điểm nút xuống của quỹ đạo là một trong hai điểm trên thiên cầu mà nhật thực và nguyệt thực có thể xảy ra. Điểm nút xuống của quỹ đạo Mặt Trăng còn được gọi là tiết điểm xuống.